# Disfrenia tardía
La disfrenia tardía es un término médico que fue propuesto por el neurólogo estadounidense Stanley Fahn, jefe de la División de Desórdenes del Movimiento del Instituto Neurológico de Nueva York, en colaboración con el psiquiatra David V. Forrest, durante los años 190. El término, originalmente, estaba vinculado únicamente a una nueva, singular y rara modalidad de síndrome yatrogénico tardío de carácter conductista/mental, no motor como habitualmente se observa en los enfermos psiquiátricos (esquizofrenia sobre todo) sometidos a tratamientos con neurolépticos o antipsicóticos típicos, el único tipo de medicamento antipsicótico disponible en la época.

## Descripción
La disfrenia tardía está caracterizada por la agudización de síntomas psiquiátricos que pueden ser directamente relacionados con la administración de medicación antipsicótica.

## Causas
Esta afección ha sido concebida para figurar junto a la discinesia tardía y los otros síndromes tardíos por neurolépticos ya reconocidos (Distonía tardía, Acatisia tardía). Hoy en día, el psiquiatra brasileño Leopoldo Hugo Frota, profesor adjunto de Psiquiatría de la Universidad Federal de Río de Janeiro, ha ampliado el concepto original de Fahn con el propósito de abarcar también los conceptos independientes, aunque correlacionados en etiología, de la psicosis de rebote, la psicosis por Supersensibilidad (Guy Chouinard) y la esquizofrenia pseudo-refractaria (Heinz Lehmann & Thomas Ban) o refractariedad secundaria adquirida. La etiología de todos estos síndromes ha sido atribuida por Frota a una adaptable, pero duradera y excesiva proliferación (sobre-regulación) de los quimo receptores tipo D2 de la vía dopaminérgica mesolímbica.
Frota ha implicado en el nuevo síndrome sobre todo a los modernos antipsicóticos atípicos de segunda generación con su acción mesolímbica selectiva, al contrario de los típicos o neurolépticos que bloquean la neurotransmisión dopaminérgica indistintamente en todas las cuatro vías cerebrales (mesocortical, mesolímbica, nigroestriatal y tuberoinfundibular), pero sobre todo la nigroestriatal, acción responsable por los efectos motores extrapiramidales netos y probabilidad mayor para Discinesia Tardía por parte de los medicamentos tradicionales.  En colaboración con el psiquiatra italiano Andrea Mazzeo, ha propuesto un breve cuestionario semiestructurado para investigaciones diagnósticas preliminares de casos potenciales a nivel mundial, en portugués, inglés, español, francés e italiano, con vistas a la inclusión de la disfrenia tardía inducida por antipsicóticos como nueva subcategoría diagnóstica en las clasificaciones vigentes de la 
- 1) APA (Asociación de Psiquiatría Americana) - APA DSM-IV-TR, junto con la Discinesia Tardía - 333.82 así como en la clasificación de la
- 2) OMS (Organización Mundial de la Salud) - CID-10, Capítulo XX - Causas Externas de Morbidad e Mortalidad; Grupo Y-40 hasta Y-84 - Complicaciones de la Asistencia Médica y Cirurgica; Código Y-49.5 - Otros Antipsicóticos y Neurolépticos.

## Síntomas y diagnosis
Se consideran seis síntomas para el diagnóstico de la disfrenia tardía:

A) El enfermo presenta:

- Síntomas nuevos o exacerbación sintomatológica con inédita e injustificada gravedad.
- Bajo post-interrupción del empleo/rebajamiento de las dosis o durante el mantenimiento de dosis fijas de medicamentos antipsicóticos típicos y atípicos.
- Mejora, al menos temporalmente, tras el restablecimiento y/o aumento sucesivo de las dosis.

B) Los síntomas están presentes durante un periodo mínimo de 4 semanas (o 2 semanas completas si son tratados con acierto con el restablecimiento o incremento de las dosis diarias o la sustitución por un antipsicótico más potente) y concurren cualquiera de los siguientes patrones:
- 1) Síntomas psicóticos: alucinaciones, falsas ilusiones, desorganización del comportamiento/pensamiento.
- 2) Síntomas maniacos/hipomaníacos, cicloides, polimórficos, y/o disfóricos graves.
- 3) Síntomas obsesivo-compulsivos tipo tic.

C) Las señales y síntomas de los criterios A y B surgen progresivamente con la administración oral de un medicamento antipsicótico o durante las cuatro semanas siguientes a su retirada (8 semanas para los antipsicóticos de depósito).
D) Ha habido exposición a un medicamento antipsicótico típico o atípico durante un periodo mínimo de 3 meses (1 mes si el paciente tiene 60 años o más)
E) Los síntomas no son debidos a ninguna otra enfermedad psiquiátrica (por ejemplo: trastorno bipolar; trastorno esquizo-afectivo; intoxicación o abstinencia por abuso de sustancias como alcohol, psicoestimulantes y/o psicotomiméticos; trastorno obsesivo-compulsivo; trastorno psicótico agudo y transitório/psicosis cicloides; trastorno por estrés pos-traumático)
- neurológica (por ex. demencia, encefalitis, epilepsia, coreas)
- O médico-somática general (por ejemplo, hipertiroidismo, enfermedad de Wilson, SIDA, etc)
- Estrés situacional grave,
- Exposición a medicamentos que engendran síntomas psicóticos (por ejemplo., L-dopa, bromocriptina, corticoesteroides, anabolizantes, anticolinergicos, antidepresivos)

(NOTA: Evidencias de que los síntomas son debidos a una de tales etiologías incluyen las siguientes: los síntomas anteceden a la exposición a medicamentos antipsicóticos o hay presencia de señales neurológicas focales inexplicables.)
F) Los síntomas no podrían ser mejor definidos por una progresiva evolución naturalmente desfavorable del trastorno preexistente (por ejemplo., esquizofrenia primariamente refractaria o con pésimo pronóstico, manía aguda grave, demencia con psicosis) ni por la eventual Disforia Neuroléptica.